# Ram Trucks
Pour les articles homonymes, voir RAM.

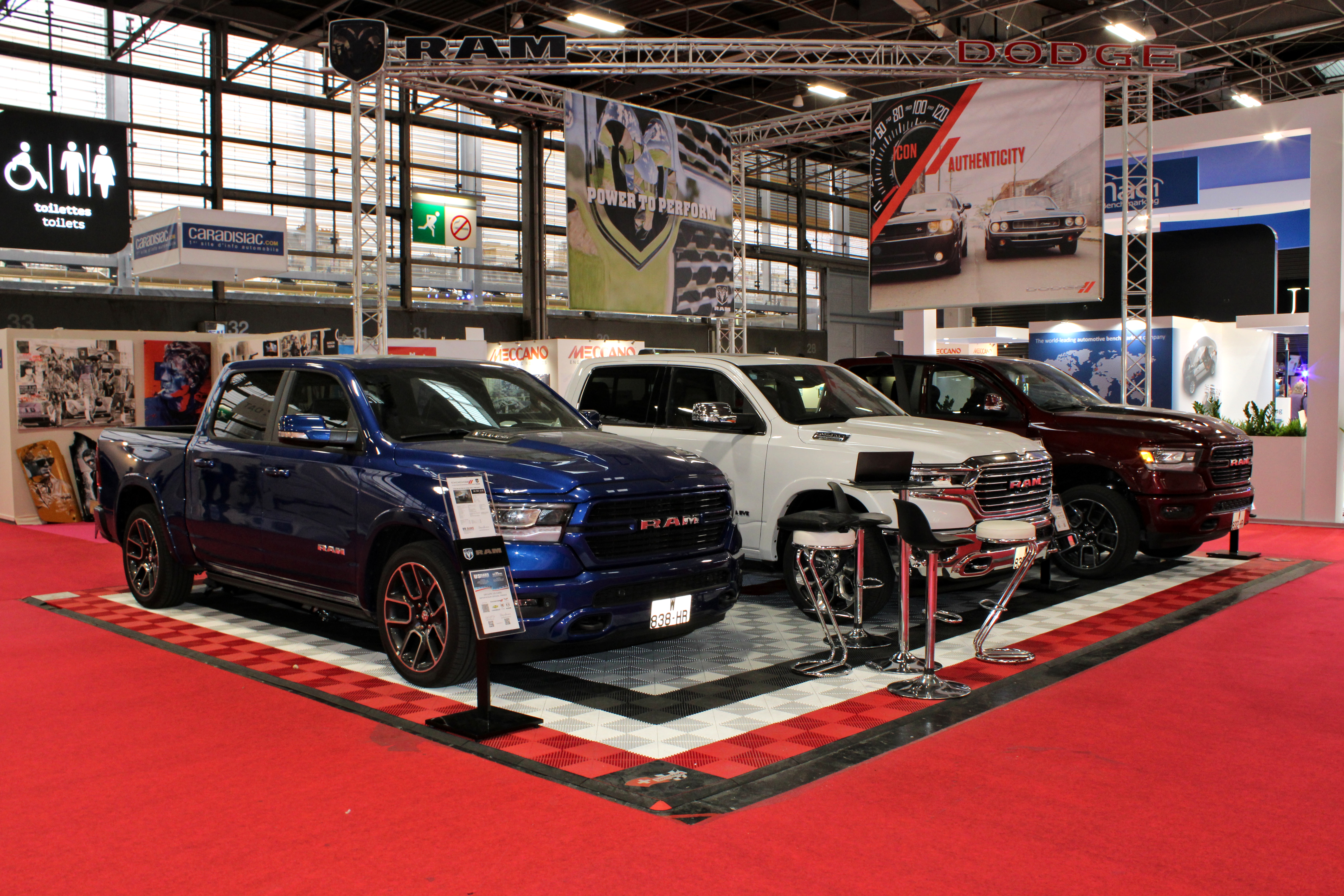
Mondial Paris Motor Show 2018

RAM Trucks est une marque automobile américaine de véhicules utilitaires, spécialisée dans la conception de pick-ups fondés sur l'architecture du Dodge RAM. C'est une filiale du groupe FIAT devenu Stellantis, qui a rachété le groupe américain Chrysler en 2009, aussi propriétaire de la marque Dodge. Les véhicules de la marque RAM Trucks sont vendus en Australie, au Canada et aux États-Unis. En 2011, le CargoVan vient enrichir la marque, qui s’affirme maintenant en tant que marque séparée de Dodge.

## Origine et fondation
RAM Trucks a été fondée par Chrysler en novembre 2009. Cette filiale est issue de la gamme Dodge, dont la division des véhicules utilitaires avait pour nom Dodge Ram. La nouvelle filiale vend maintenant sous le logo de la tête de bélier. Selon la stratégie du groupe FIAT-Chrysler, la marque RAM se concentrera sur le « besoin réel des consommateurs de véhicules utilitaires » plutôt que sur les acheteurs occasionnels de véhicules imposants.
La marque RAM a été créée suite au rachat du groupe Chrysler par le groupe italien FIAT S.p.A., et les nouvelles orientations de Dodge vers les voitures exclusivement marquées par un style jeune et de caractère. La différenciation des marques est millésimée pour l'année 2010. L'objectif de croissance est de passer « de 280 000 ventes aujourd'hui à 415 000 en 2014 ».
Les cadres dirigeants de Chrysler ont annoncé leur intention de compléter la gamme RAM des véhicules commerciaux par IVECO pour dynamiser le réseau de concessionnaires. Toutefois, sur le plan commercial les véhicules RAM seront bien distingués des automobiles Dodge, le président de la division Ram, Fred Diaz, a déclaré : « Les camions RAM seront toujours et avant tout des Dodge. Les RAM auront toujours l'emblème Dodge à l'intérieur et l'extérieur et seront identifiés comme une Dodge. Nous avons besoin de nous développer avec RAM et aussi Dodge qui gagnera une identité de marque différente : actuelle, audacieuse, jeune, énergique. Ainsi, il ne sera pas nécessaire d'ajuster la communication pour les acheteurs de véhicules utilitaires. Les deux auront des thèmes distincts ».
La direction du groupe FCA a décidé que dans les pays où RAM était bien implanté et FIAT ne commercialiserait que très peu de véhicules utilitaires, les modèles FIAT seraient commercialisés sous la badge RAM comme par exemple le Mexique et le Chili depuis 2018. 

## Identité visuelle
La marque RAM arbore le logo « tête de bélier » de la marque Dodge. L'intérieur et l'extérieur des RAM sont également identifiés comme des Dodge.

## Modèles actuels (Amérique du Nord)
- RAM 700 : FIAT Strada II brésilienne[5],
- RAM 1500,
- RAM 2500/3500,
- RAM Châssis-cabine,
- RAM CargoVan : Dodge Caravan transformé en utilitaire,
- RAM ProMaster : FIAT Ducato III (250) adapté pour les États-Unis[6],
- RAM ProMaster City : FIAT Doblò II XL adapté pour les États-Unis,
- RAM ProMaster Rapid : FIAT Fiorino II brésilien[7].

## Sites de production
Les véhicules commercialisés sous la marque RAM sont fabriqués dans 5 usines dans le monde, 2 en Amérique du Nord, 1 en Asie et 2 en Amérique du Sud :
- États-Unis - Usine de Sterling Heights à Sterling Heights dans le Michigan. Construite en 1953 sous le nom de Michigan Ordnance Missile Plant elle a été rachetée par Chrysler en 1983. Les 2 versions RAM 1500 Quad Cab et Crew Cab y sont actuellement fabriquées,
- Mexique - Usine RAM d'assemblage de camions de Saltillo, dans l'État de Coahuila. Fondée en 1995, l'usine produit des modèles RAM lourds, séries 2500 à 5500 et le châssis-cabine DX, modèle spécifique au Mexique,
- Brésil
  - Usine FIAT Goiana à Pernambuco. L'usine se concentre sur les véhicules destinés à l'Amérique latine, notamment les modèles RAM Rampage et 1000, dérivés du FIAT Toro. L'usine produit également des modèles Jeep et le Meridian,
  - Usine FIAT Betim dans le Minas Gerais. Construite par FIAT Auto en 1976 sur le modèle de l'usine FIAT Mirafiori, constamment agrandie et modernisée, l'usine fabrique les FIAT Fiorino et Strada commercialisés comme RAM V700 Rapid et RAM 700 sur plusieurs marchés latino-américains,
- Turquie - Usine FIAT de Bursa. Elle fabrique le FIAT Doblò pour tous les marchés mondiaux, mais est commercialisé en Amérique du Nord comme RAM ProMaster City.

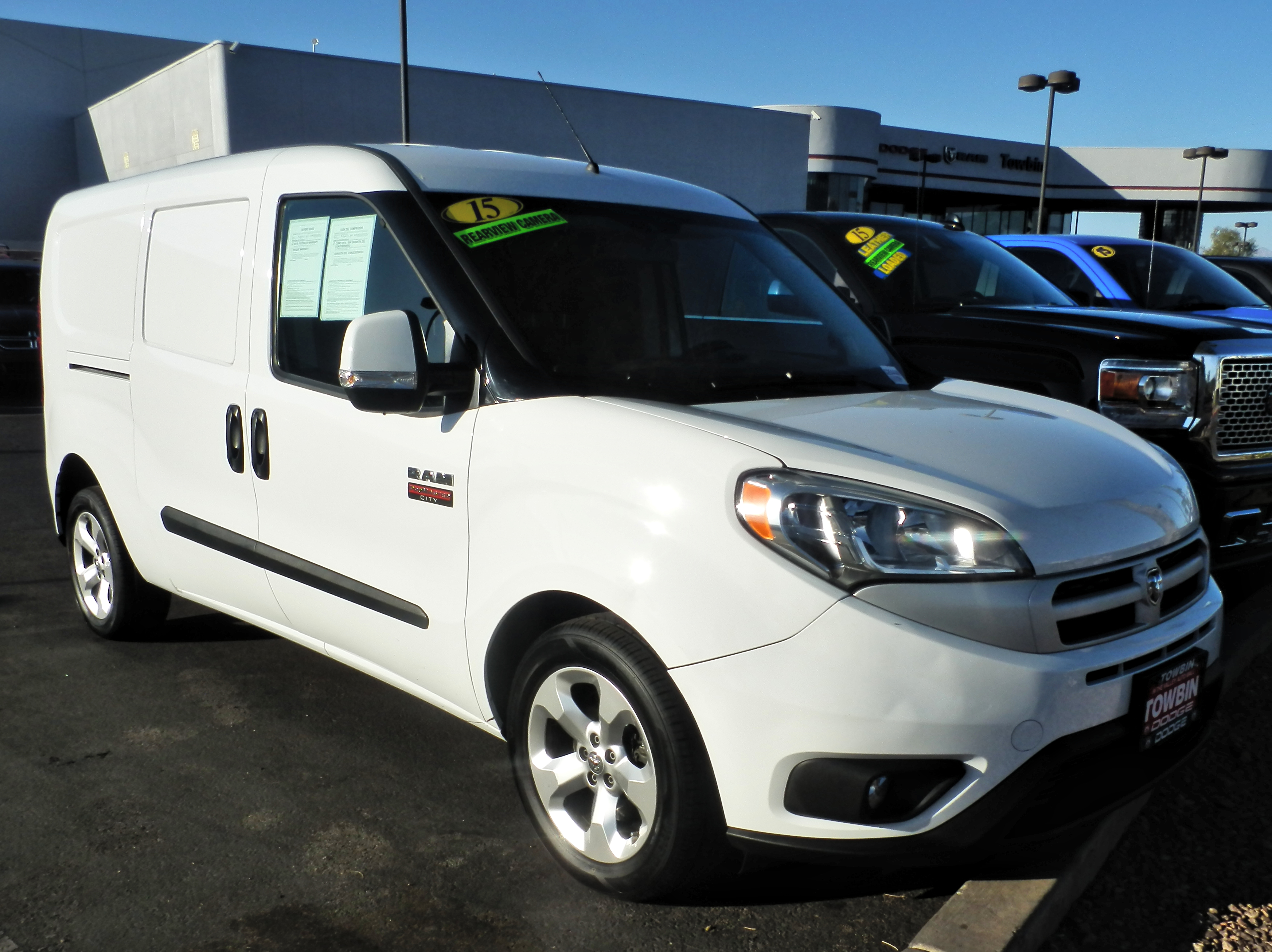
Ram ProMaster City (FIAT Doblò)
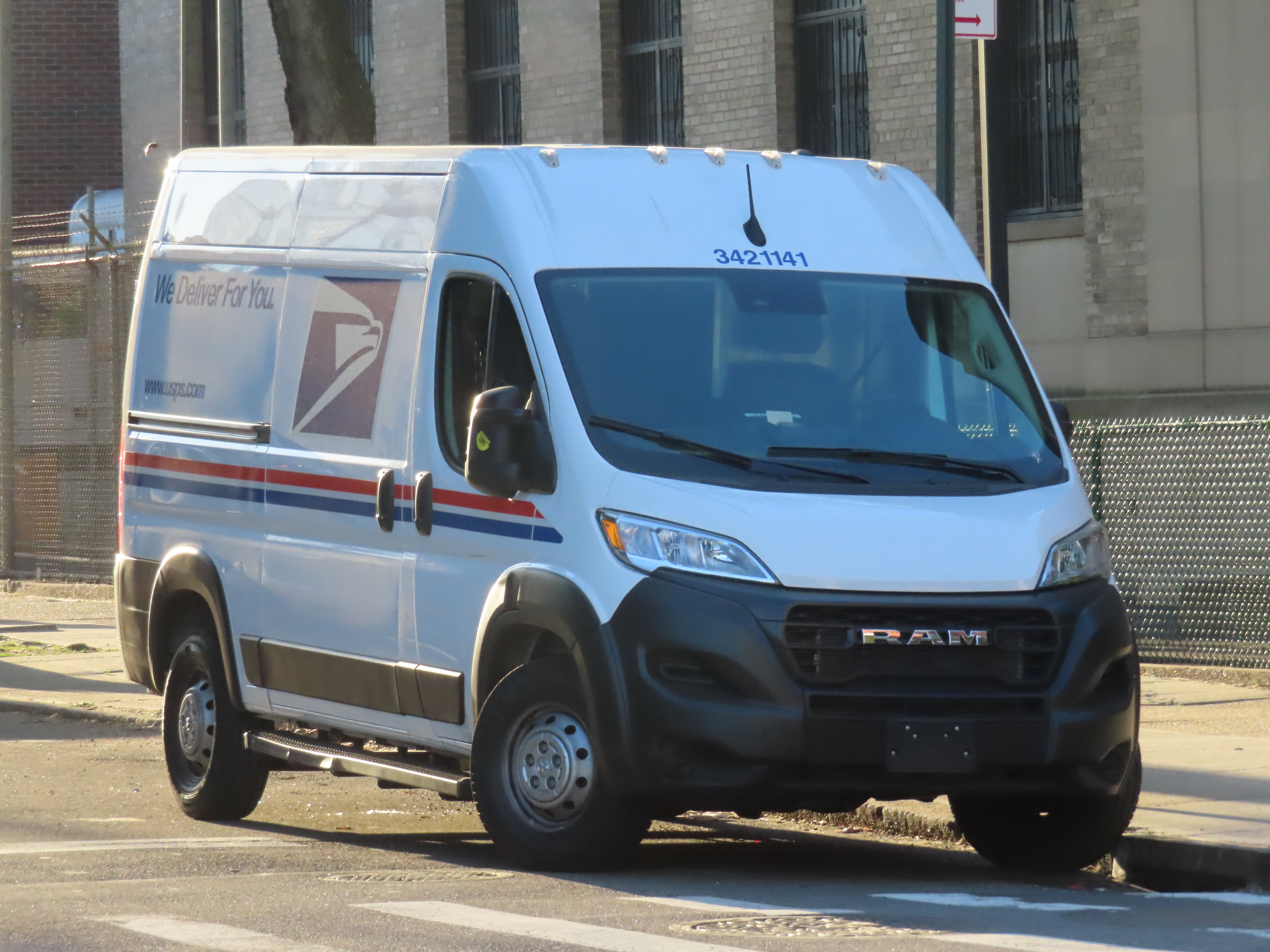
RAM ProMaster (FIAT Ducato)
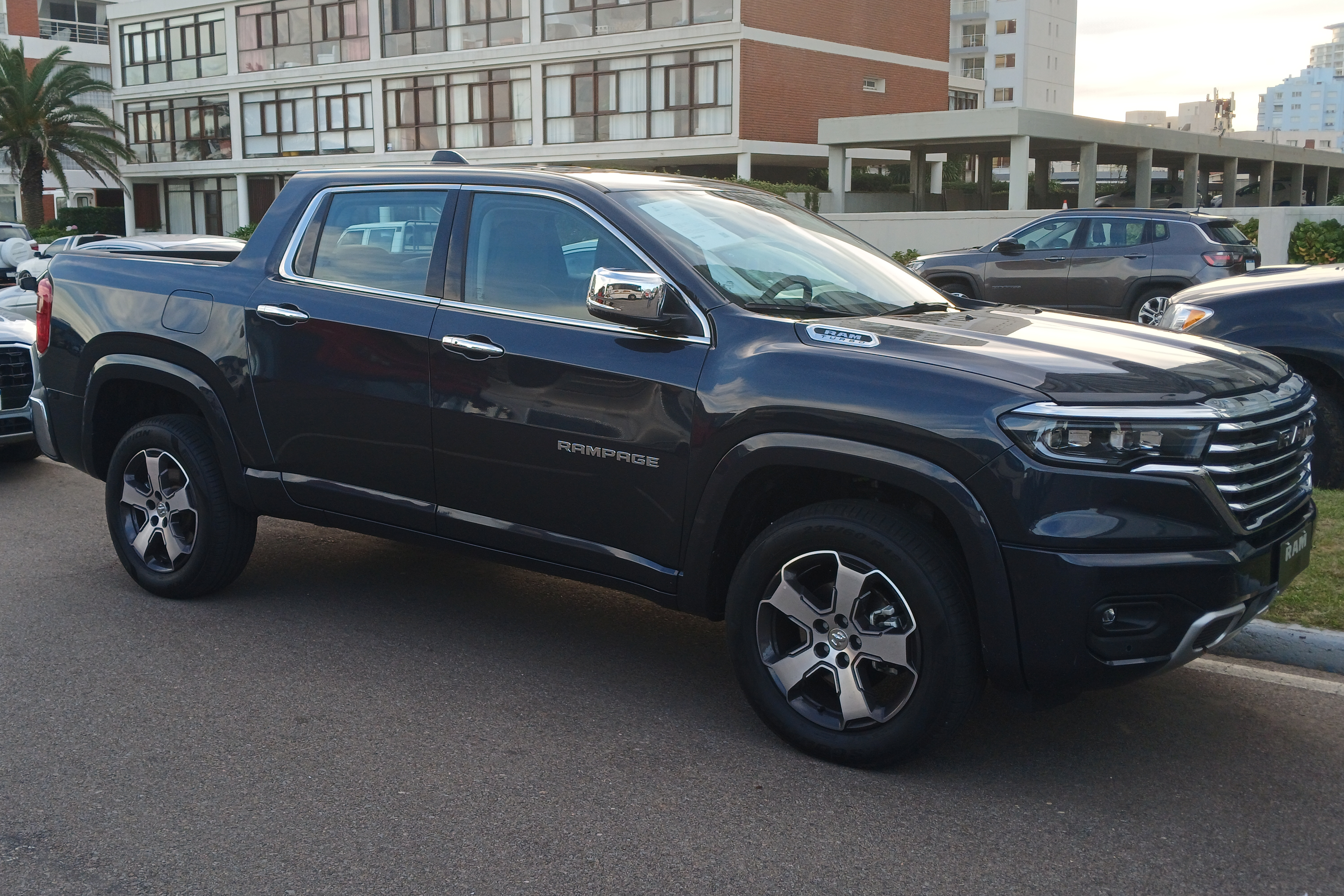
RAM Rampage
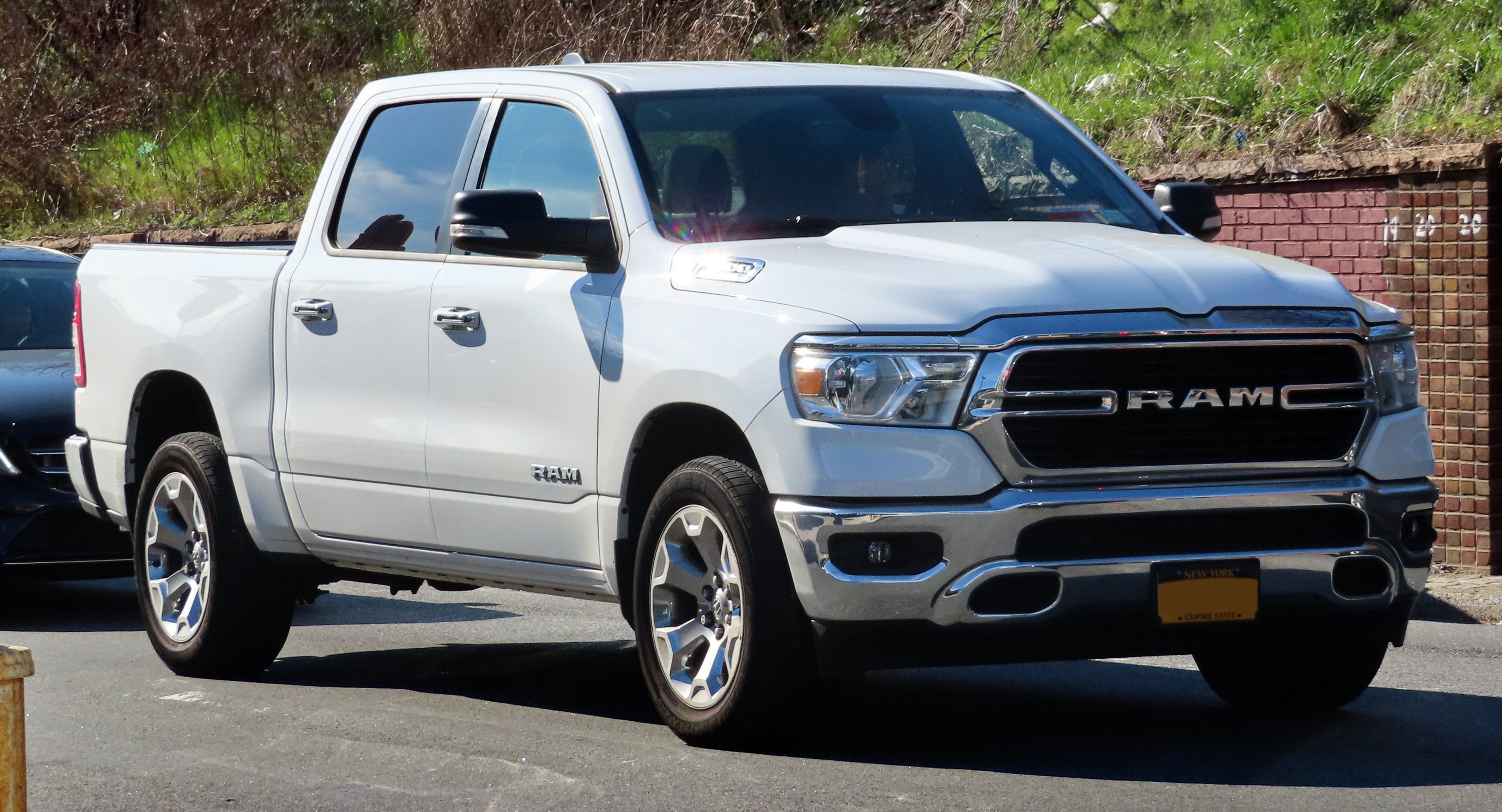
RAM 1500
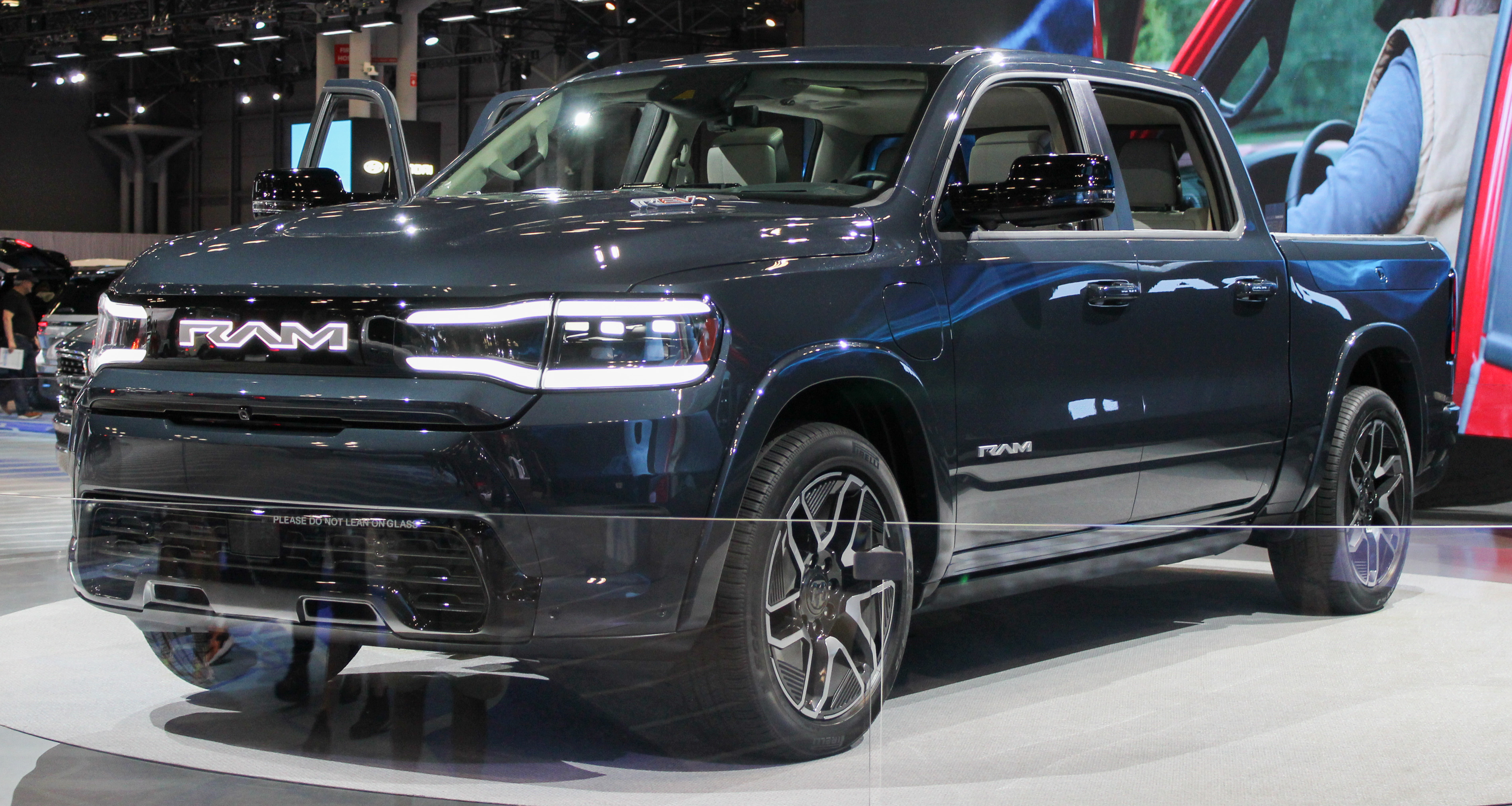
RAM 1500 REV (2025)
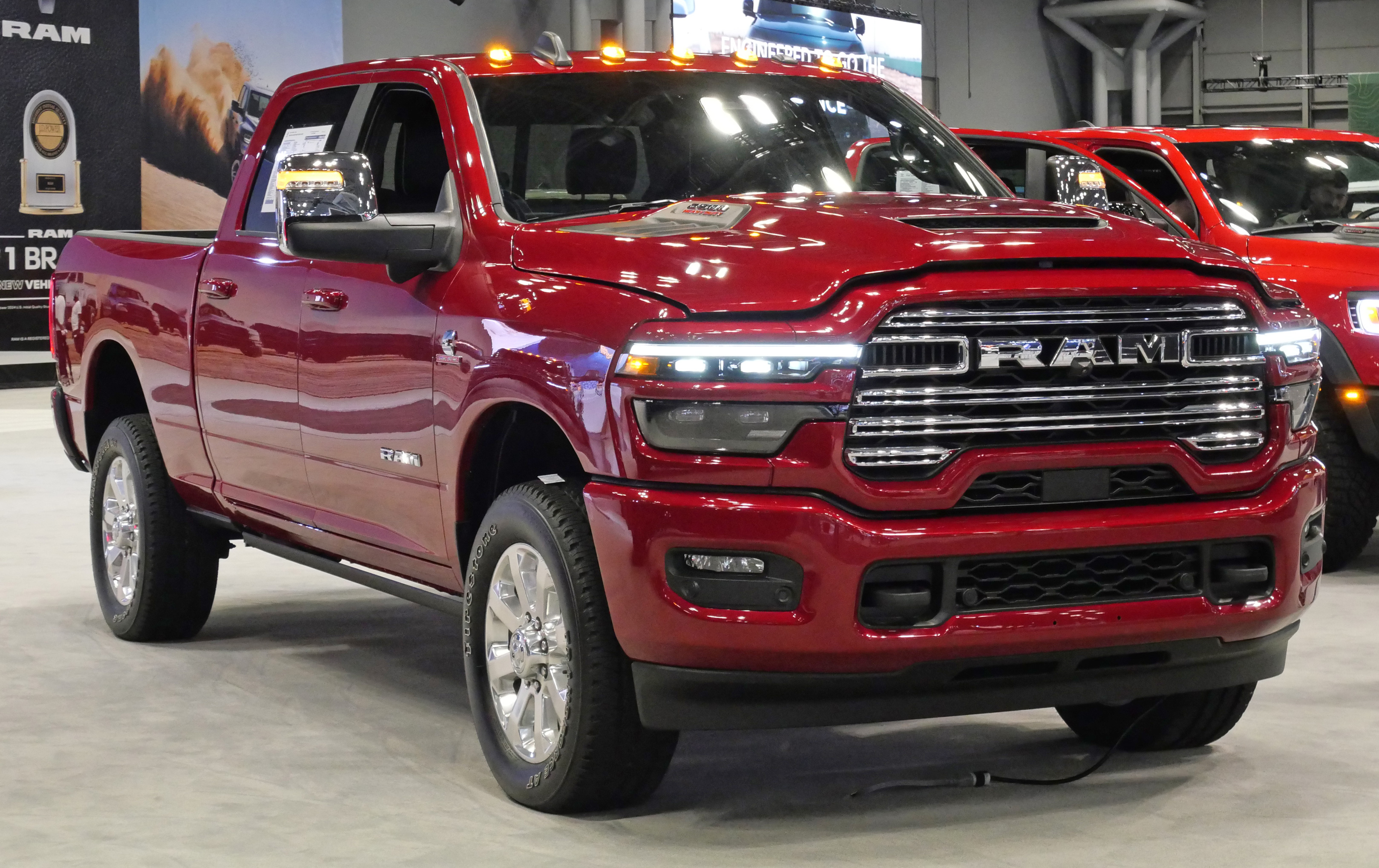
RAM 2500 Crew Cab 4x4 (2025)
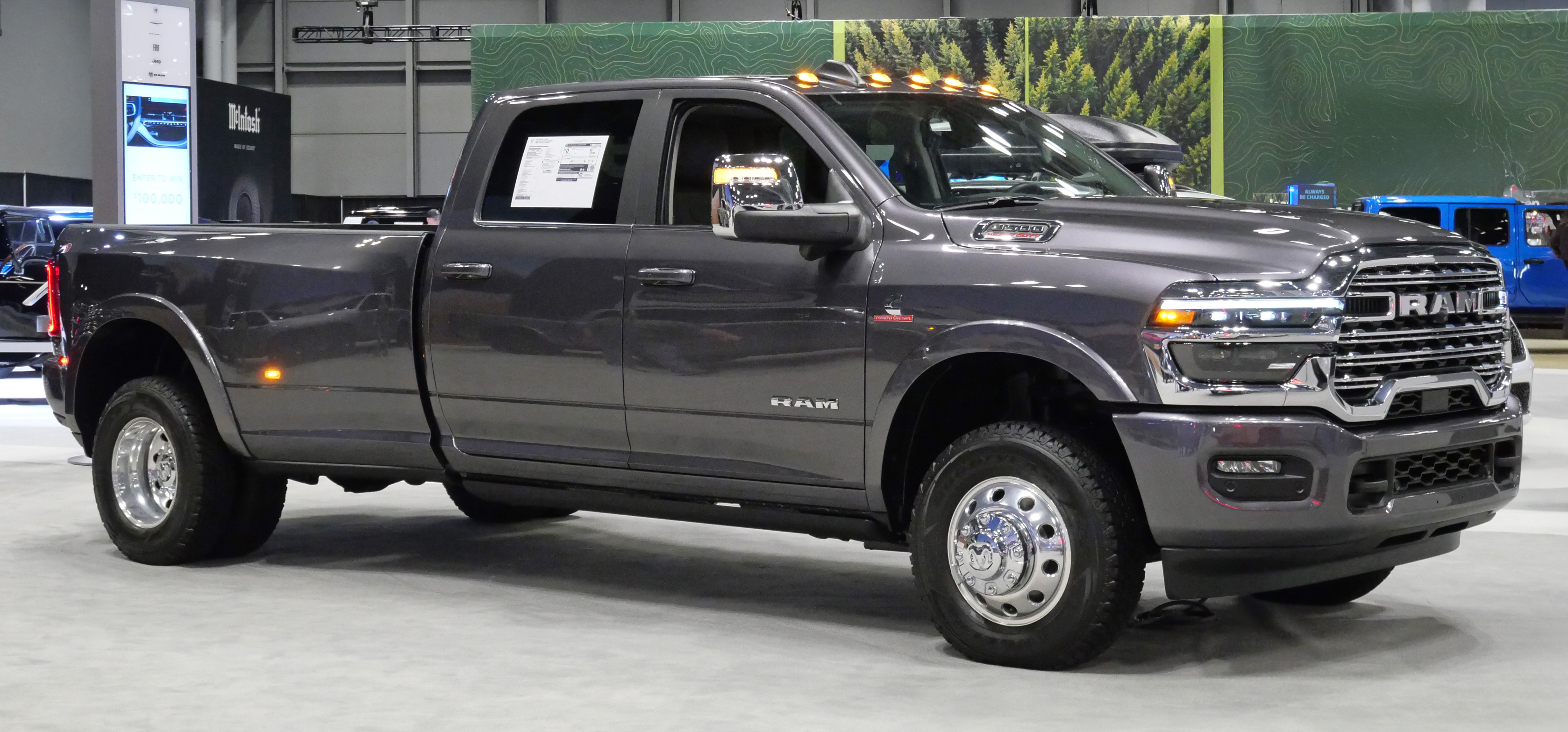
RAM 3500 Crew Cab (2025)
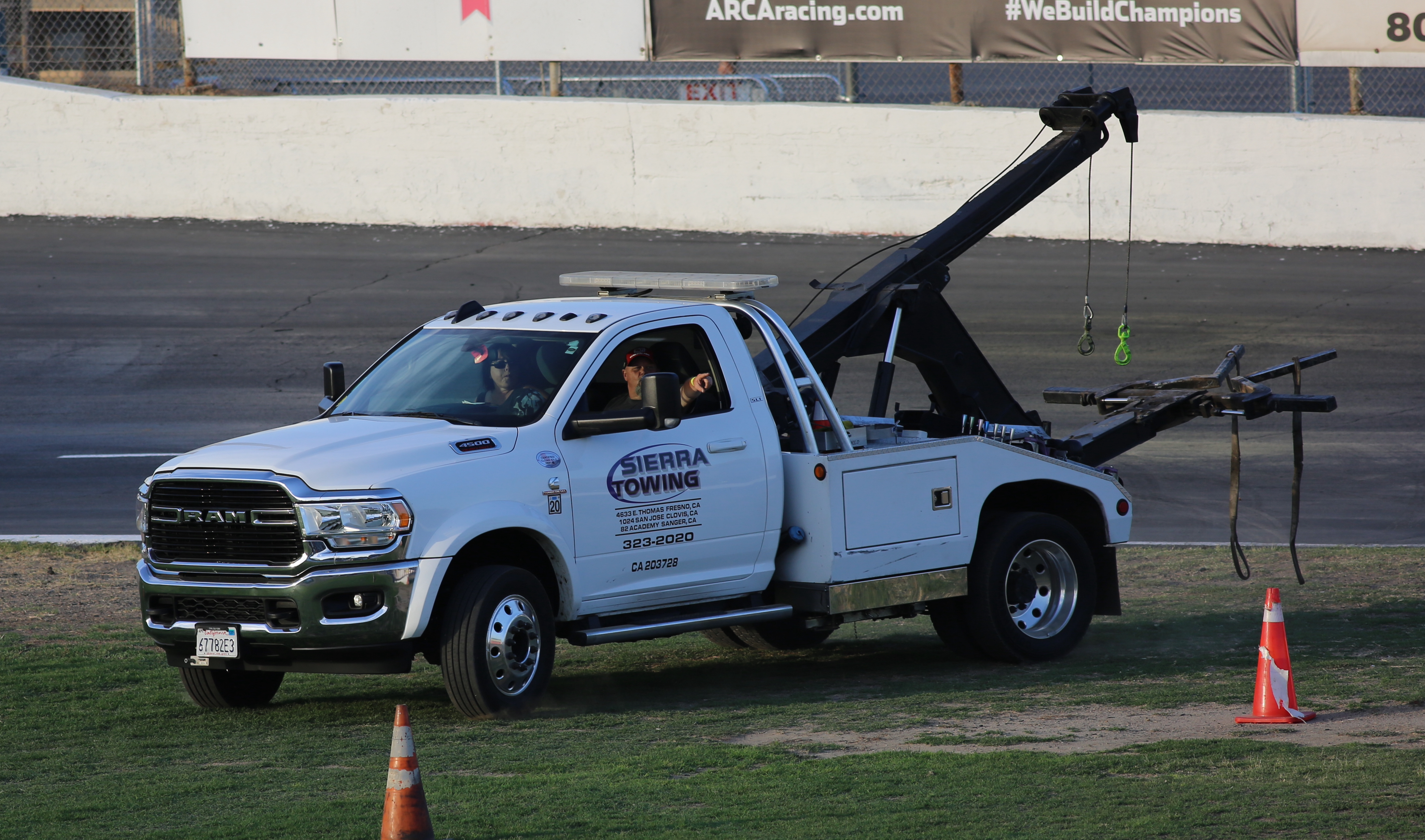
RAM 4500 Towing Truck
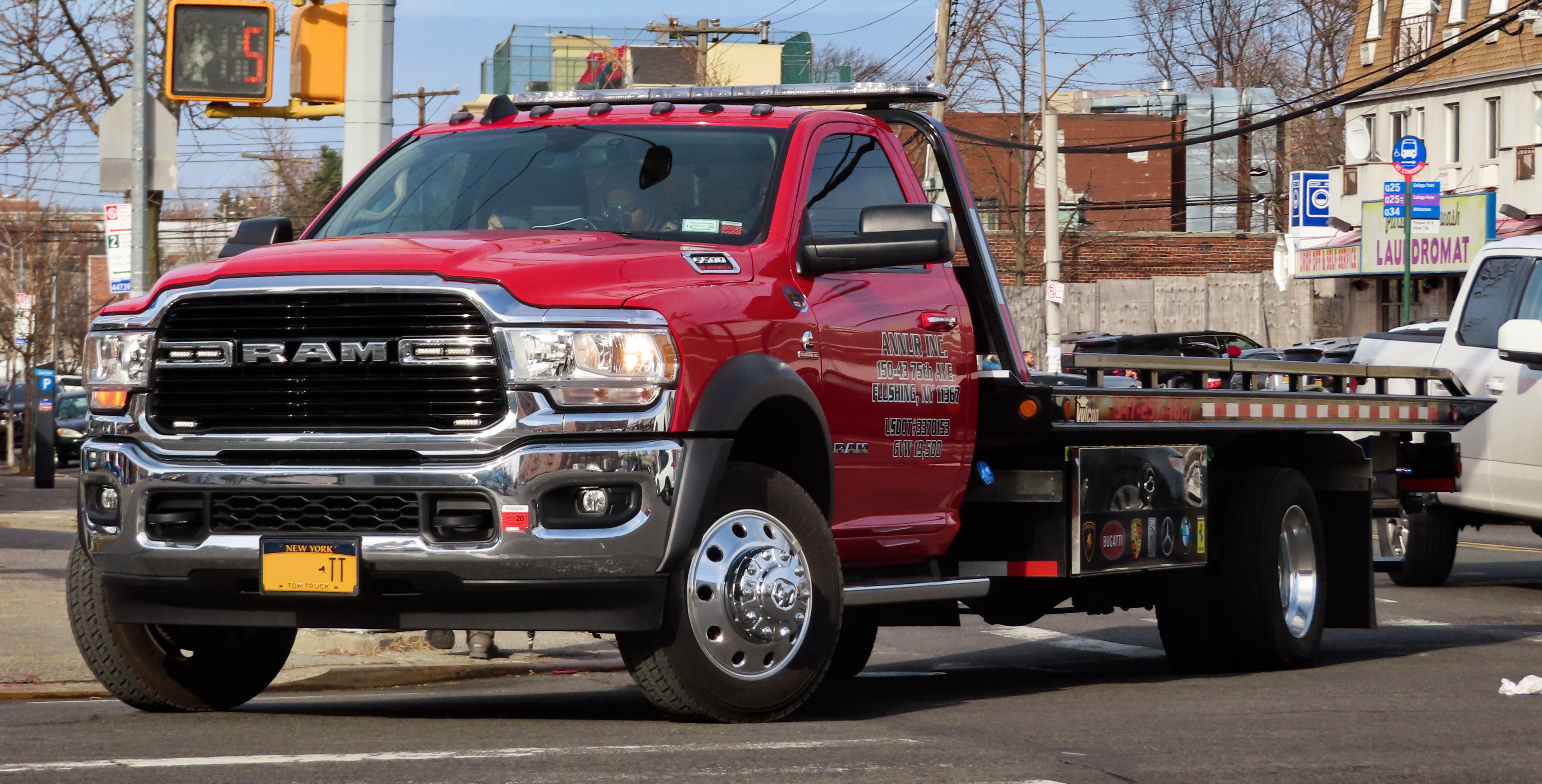
RAM 5500 6.7L Diesel

## Récompense
- Décembre 2009 : Le Heavy Duty (anciennement Dodge) est élu Truck of the year 2010
- 2010 : Truck of Texas pour le LARAMIE LongHorn

## Cinéma
- Superman [8]

## Ventes
Tableau récapitulatif des ventes RAM Trucks aux Etats-Unis et au Canada,.
| Pays       | 2004    | 2005    | 2006    | 2007    | 2008    | 2009    | 2010    | 2011    | 2012    | 2013    | 2014    |
| ---------- | ------- | ------- | ------- | ------- | ------- | ------- | ------- | ------- | ------- | ------- | ------- |
| États-Unis | NC      | 400 543 | 364 177 | 358 295 | 245 840 | 177 268 | 199 652 | 245 454 | 320 581 | 367 843 | 469 139 |
| Canada     | NC      | NC      | NC      | NC      | NC      | NC      | NC      | NC      | 71 414  | 74 998  | 93 760  |
|            | 2015    | 2016    | 2017    | 2018    | 2019    | 2020    | 2021    | 2022    | 2023    | 2024    | 2025    |
| États-Unis | 493 714 | 542 884 | 556 790 | 597 368 | 703 023 | 624 637 | 647 329 | 545 195 | 539 477 | 439 037 |         |
| Canada     | 96 734  | 93 405  | 96 329  | 82 313  | 95 231  | 87 749  | 77 011  | 0       |         |         |         |